# Mário Cardozo
Mário Augusto de Vasconcelos Cardoso, mais conhecido como Mário Cardozo ou Mário de Vasconcelos Cardoso GOA • ComIH • ComIP (Guimarães, 1 de Março de 1889 - Guimarães, 14 de Julho de 1982), foi um militar e arqueólogo português. Foi presidente da Sociedade Martins Sarmento, tendo-se destacado pelos seus trabalhos arqueológicos nos castros da Citânia de Briteiros e de Sabroso.

## Biografia
Nasceu no concelho de Guimarães, em 1889.
Enveredou pela carreira militar, tendo alcançado o posto de coronel. Durante a Primeira Guerra Mundial, combateu em Angola e Moçambique.
Também se destacou pelos seus estudos sobre história, etnografia e arqueologia no concelho de Guimarães, tendo dirigido a publicação científica Revista de Guimarães em 1926 e de 1965 a 1972. Travou conhecimento com grandes nomes da arqueologia a nível internacional, como Garcia y Bellido (es), Blanco Freijeiro (es), Alberto Balil (es), Chistopher Hawkes (en), Hubert Newman Savory, Beatrice Blance e Jean Arnal (fr), que colaboraram na sua revista. Publicou cerca de quatrocentos trabalhos, alguns em livro e outros em artigos de revistas científicas portuguesas e estrangeiras.
Presidiu à Sociedade Martins Sarmento durante quase quatro décadas, tendo sido responsável pelo desenvolvimento daquela instituição, principalmente a biblioteca e o museu, sobre o qual editou vários catálogos. Foi igualmente o responsável pelos trabalhos arqueológicos nos castros da Citânia de Briteiros e de Sabroso, tendo coordenado mais de trinta campanhas de escavações, e sido o autor de uma monografia sobre aqueles dois monumentos. Coordenou uma série de campanhas arqueológicas anuais na Citânia de Briteiros entre 1930 e 1961, tendo feito a sua última escavação no local em 1968. Em 1970, declinou um convite da Câmara Municipal de Guimarães para mais trabalhos arqueológicos na Citânia de Briteiros, justificando esta decisão com a falta de financiamento por parte da Direcção-Geral dos Edifícios e Monumentos Nacionais, que até à década de 1960 tinha suportado as suas campanhas anuais. Nesse ano criticou igualmente as condições de degradação em que já se encontrava o monumento, tal como o de Sabroso. Em 1972, num artigo na Revista de Guimarães voltou a denunciar a falta de atenção do governo para com o património nacional, comparando a situação portuguesa com a espanhola, onde estavam a ser realizadas grandes obras nos monumentos.
Faleceu em 1982, no concelho de Guimarães.

## Homenagens
Foi condecorado com o grau de comendador da Ordem Militar de Avis em 4 de Fevereiro de 1943, ascendendo ao grau de grande-oficial da mesma ordem em 18 de Dezembro de 1946, e com as comendas da Ordem da Instrução Pública em 2 de Fevereiro de 1944 e da Ordem do Infante D. Henrique em 12 de Julho de 1972.
Em 18 de Outubro de 2006, o seu nome foi colocado na Escola Básica dos 2.º e 3.º Ciclos de São João da Ponte e o Agrupamento Vertical de Escolas de Ponte, ambas no concelho de Guimarães.

## Obras publicadas
- Dispersos: Colectânea de artigos publicados, desde 1876 a 1899, sobre arqueologia, etnologia, mitologia, epigrafia e arte pré-histórica: Dr. Francisco Martins Sarmento (1833-1899) - Coligida por Domingos da Costa Araújo, Mário Cardozo, Ruy de Serpa Pinto (Imprensa da Universidade, 1933)
- Correspondência epistolar entre Emílio Hubner e Martins Sarmento: Arqueologia e epigrafia, 1879-1899 - Coligida e anotada por Mário Cardozo (Sociedade Martins Sarmento, 1947)
- Cartas de Leite de Vasconcelos a Martins Sarmento: Arqueologia e Etnografia: 1879-1899 - Anotações de Mário Cardozo (Sociedade Martins Sarmento, 1958)
- La "Société Martins Sarmento". La "Citânia de Briteiros" et le "Castro" de Sabroso (1960)
- Especímenes de suásticas do Museu Arqueológico de "Martins Sarmento", em Guimarães (Portugal) (Sociedade Martins Sarmento, 1980)
- Francisco Martins Sarmento: Esboço da sua Vida e Obra Científica (Sociedade Martins Sarmento, 1982)
- Catálogo do Museu de Arqueologia da Sociedade Martins Sarmento: Secção de epigrafia latina e de escultura antiga (Sociedade Martins Sarmento, 1985)
- Citânia de Briteiros e Castro de Sabroso: Notícia descritiva para servir de guia ao visitante (Sociedade Martins Sarmento, 1986)

## Leitura recomendada
- NUNES, Henrique Barreto, ed. (1994). Obras de Mário Cardozo. 2 Volumes. Porto: Fundação Eng. António de Almeida. ISBN 972-9194-82-3